# Wim van Scharenburg
Wim van Scharenburg (Zuilen, 28 juni 1948) is een Nederlands museumhouder, onderzoeker en schrijver.
Wim van Scharenburg bestudeert het heden en verleden van de voormalige gemeente Zuilen. Hij bracht een viertal boeken uit in de serie "Zuilen, toen Zuilen nog Zuilen was". In april 2007 kwam het eerste boek over Werkspoor-Utrecht uit en sinds 2008 ligt deel twee in de winkel over de geschiedenis van Werkspoor. 

## Museum van Zuilen
In de horlogewinkel van Van Scharenburg aan de Amsterdamsestraatweg 569 was een ruimte gereserveerd waar hij een deel van zijn verzamelde collectie toonde. Dankzij hulp van donateurs en vrijwilligers kon de horlogewinkel worden omgebouwd tot museum. In 2009 kon van Scharenburg zijn Museum van Zuilen openen.
Sindsdien is de collectie doorgegroeid, zowel in artikelen als foto's en verhalen over Zuilen. De groei kwam vooral voort uit de StraatReünies die het Museum van Zuilen sinds januari 2010 vrijwel iedere  eerste zondag van de maand organiseerde. Alle  (Nieuw-) 'Zuilense' straten - van vóór 1954 dus - zijn daarbij inmiddels gepasseerd. Door deze groei werd de locatie op de Amsterdamsestraatweg te klein.
Met behulp van de gemeente Utrecht, de Provincie Utrecht, Overvecht Vastgoed, VSB-fonds, KF-Heinfonds, Elise Mathilde-fonds, Laarhoven Design en Verhuisservice W. van Haarlem kon op 26 juni 2020 een geheel nieuw Museum van Zuilen geopend worden in de Werkspoorfabriek.
De opening werd gedaan door Georgia, een kleindochter van Wim van Scharenburg. Zij werd daarbij geassisteerd door de afscheidnemende burgemeester van Utrecht, Jan van Zanen.

## Verhuizing Museum van Zuilen
In 2020 is het museum verhuisd naar de Werkspoorfabriek, Schaverijstraat 13, Utrecht.

## Projecten
Van Scharenburg heeft zich, samen met onder anderen Marinus van Rooijen en Gerard Joost Esser, ingezet voor diverse projecten waaronder de totstandkoming van het Henny Knipschildplantsoen.